# Cantonul Courville-sur-Eure
Cantonul Courville-sur-Eure este un canton din arondismentul Chartres, departamentul Eure-et-Loir, regiunea Centru, Franța.

## Comune
| Comune                    | Populație (1999) | Cod poștal | Cod INSEE |
| ------------------------- | ---------------- | ---------- | --------- |
| Billancelles              | 245              | 28190      | 28040     |
| Chuisnes                  | 931              | 28190      | 28099     |
| Courville-sur-Eure        | 2.700            | 28190      | 28116     |
| Dangers                   | 403              | 28190      | 28128     |
| Le Favril                 | 314              | 28190      | 28148     |
| Fontaine-la-Guyon         | 1.363            | 28190      | 28154     |
| Fruncé                    | 305              | 28190      | 28167     |
| Landelles                 | 566              | 28190      | 28203     |
| Mittainvilliers           | 427              | 28190      | 28254     |
| Orrouer                   | 278              | 28190      | 28290     |
| Pontgouin                 | 986              | 28190      | 28302     |
| Saint-Arnoult-des-Bois    | 815              | 28190      | 28324     |
| Saint-Denis-des-Puits     | 118              | 28240      | 28333     |
| Saint-Georges-sur-Eure    | 2.354            | 28190      | 28337     |
| Saint-Germain-le-Gaillard | 331              | 28190      | 28339     |
| Saint-Luperce             | 885              | 28190      | 28350     |
| Vérigny                   | 255              | 28190      | 28402     |
| Villebon                  | 80               | 28190      | 28414     |